# Harold Pinter Theatre
 El Harold Pinter Theatre, conocido como Comedy Theatre hasta 2011, es un teatro del West End, y se inauguró en Panton Street en la ciudad de Westminster, el 15 de octubre de 1881, como Royal Comedy Theatre. Fue diseñado por Thomas Verity y construido en solo seis meses en piedra pintada (estuco) y ladrillo. En 1884 se conocía simplemente como el Teatro de la Comedia. A mediados de la década de 1950 se sometió a una importante reconstrucción y volvió a abrir en diciembre de 1955; el auditorio sigue siendo esencialmente el de 1881, con tres niveles de balcones en forma de herradura.

## Historia

### Primeros años: 1881-1900
Las calles entre Leicester Square y Haymarket habían tenido una reputación insalubre hasta poco antes de la construcción del Teatro de la Comedia, pero en 1881 se habían eliminado los "resorts dudosos de los bromistas". JH Addison tenía un terreno en Panton Street en la esquina de Oxenden Street, para el cual encargó al arquitecto Thomas Verity que diseñara un teatro. Los constructores fueron Kirk y Randall de Woolwich. El aforo original era de 1.186, comprendiendo 140 plateas, 120 plateas, 126 palcos superiores, anfiteatro 100, foso 400 y galería 300. La construcción se completó en seis meses.
El teatro tiene tres plantas, su exterior en la tradición clásica en piedra pintada (estuco) y ladrillo. El periódico teatral The Era describió el interior como "de estilo renacentista, ricamente moldeado y acabado en blanco y dorado. Los cortinajes de los palcos son de felpa granate, elegantemente drapeados y bordados en oro". Originalmente se planeó iluminar el teatro con la nueva iluminación eléctrica, pero por razones no especificadas se abandonó temporalmente y se instaló la iluminación habitual de gas.
El primer arrendatario del teatro, Alexander Henderson, que había trabajado con Verity en el diseño del edificio, pretendía que fuera la sede de la ópera cómica; en un momento había tenido la intención de llamarlo la Lírica. Los historiadores del teatro Mander y Mitchenson escriben que el nombre que finalmente eligió, Royal Comedy, carecía de aprobación oficial para el uso de "Royal", que se eliminó en tres años. Reunió a un equipo sólido, que incluía a Lionel Brough como director de escena y Auguste van Biene como director musical.

Fred Leslie como Rip Van Winkle, 1882

El teatro se inauguró el 15 de octubre de 1881 con la opéra comique La mascotte de Edmond Audran en una adaptación inglesa de Robert Reece y HB Farnie. La mascotte fue seguida por tres adaptaciones más de Farnie: Boccaccio de Suppé, Rip Van Winkle de Planquette (con Fred Leslie como Rip) en 1882, y Falka de Chassaigne (con Violet Cameron en el papel principal) en 1884. La última de la serie de operetas fue Erminie en 1885, protagonizada, entre otros, por Violet Melnotte, quien se convirtió en la arrendataria del teatro en ese año. Presentó obras de teatro como The Silver Shield de Sydney Grundy; y Sister Mary de Wilson Barrett y Clement Scott (1886), y una temporada de óperas cómicas en las que aparecía ella misma.
Melnotte subarrendó el teatro en 1887 a Herbert Beerbohm Tree, su primera incursión en la gestión, quien presentó y coprotagonizó con Marion Terry The Red Lamp de Outram Tristram. Al año siguiente, el subarrendatario fue Charles Hawtrey, quien dirigió el teatro hasta 1892 y produjo Jane (1890) y muchas farsas descritas por Mander y Mitchenson como "ahora olvidadas".

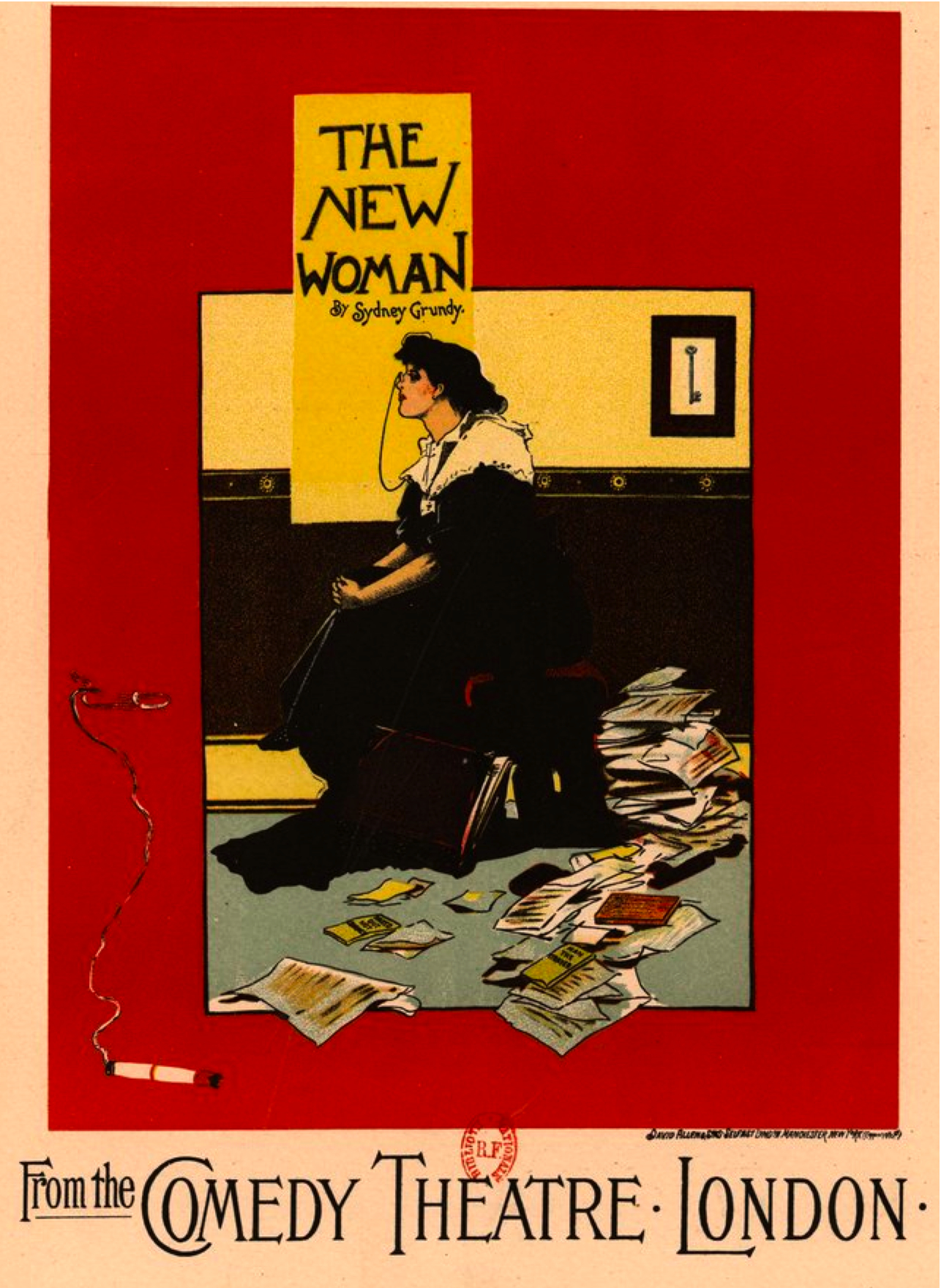
Afiche de La mujer nueva

En 1893, J. Comyns Carr se hizo cargo de la dirección del teatro. Permaneció en el cargo durante tres años, produciendo, entre otras obras, Sowing the Wind de Sydney Grundy (1893); La historia de amor del profesor de JM Barrie (1894); La mujer nueva de Grundy (1894); y El beneficio de la duda de AW Pinero (1895). Las estrellas residentes de la casa en este período fueron Cyril Maude y su esposa Winifred Emery. Hawtrey reasumió la dirección en una obra propia, Mr Martin, en la que coprotagonizó con Lottie Venne, a la que siguió con una exitosa temporada de comedias ligeras. William Greet se hizo cargo del teatro en 1898 y presentó a Arthur Roberts y Ada Reeve en una comedia musical Milord Sir Smith con música de Edward Jakobowski. Las principales producciones de 1899 fueron A Lady of Quality de Frances Hodgson Burnett y Great Caesar de George Grossmith Jr. y Paul Rubens, con Willie Edouin, Grossmith y Reeve.

### Siglo 20

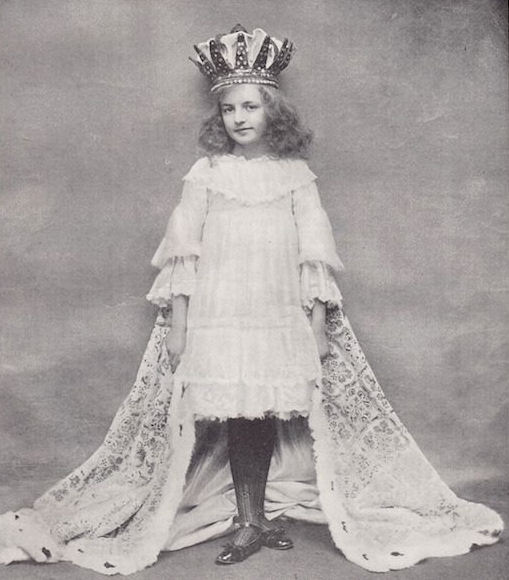
Maidie Andrews como Alicia en Alicia a través del espejo en el Comedy Theatre durante el período navideño de 1903–04. Representado en The Tatler (enero de 1904)

En los primeros años del siglo XX, la Comedia se usaba a menudo para temporadas especiales y representaciones matinales de obras de vanguardia. Frank Benson y su compañía, que incluía a Lilian Braithwaite y Oscar Asche, interpretaron una temporada de Shakespeare en 1901. En 1902, Lewis Waller presentó una adaptación de Monsieur Beaucaire que tuvo 430 representaciones.
En 1904, Fred Terry y Julia Neilson tocaron el domingo en una serie de 129 funciones. Al año siguiente, Charles Frohman presentó a John Barrymore en su primera aparición en Londres en El dictador. En 1906, John Hare presentó una temporada corta, apareciendo en The Alabaster Staircase, y una reposición de A Pair of Spectacles. Otras producciones de la primera década del siglo incluyeron Raffles con Gerald du Maurier en el papel principal (1906), que tuvo 351 representaciones; 1907, una serie de seis dramas de Somerset Maugham y otros protagonizados por Marie Tempest (1907–1909); y Marie Löhr en Preserving Mr Panmure de Pinero (1911). La producción final que se inauguró antes de la Primera Guerra Mundial fue Peg o' My Heart, con Laurette Taylor, que tuvo 710 funciones.
En 1915, la Comedia siguió la moda de la revista, presentando Shell Out! de Albert de Courville. (1915), Half-past Eight de CB Cochran (1916) y cuatro revistas sucesivas de André Charlot: This and That and See-Saw! (1916) y Burbujeante y Tails Up (1918). Todos funcionaron bien, particularmente los dos últimos, que tuvieron 429 y 467 funciones respectivamente.
El teatro estableció el New Watergate Club en 1956, bajo la dirección del productor Anthony Field, para contrarrestar la censura escénica vigente en ese momento. La Ley de Teatros de 1843 todavía estaba en vigor y requería que los guiones se presentaran para su aprobación por la Oficina de Lord Chamberlain. La formación del club permitió que las obras que habían sido prohibidas debido al idioma o al tema se realizaran en condiciones de "club".
Las obras producidas de esta manera incluyeron los estrenos en el Reino Unido de A View from the Bridge de Arthur Miller, Tea and Sympathy de Robert Anderson y Cat on a Hot Tin Roof de Tennessee Williams. La ley no fue revocada hasta 1968, pero a fines de la década de 1950 hubo una relajación de las condiciones en la censura teatral, el club se disolvió y Five Finger Exercise de Peter Shaffer se estrenó ante una audiencia pública.
El teatro fue catalogado como Grado II por English Heritage en junio de 1972.
En 2011 pasó a llamarse Teatro Harold Pinter.

## Producciones delsigloXX
- Steptoe and Son in Murder at Oil Drum Lane (22 de febrero – 15 de abril de 2006) por Ray Galton and John Antrobus
- Donkeys' Years (9 de mayo – 15 de diciembre de 2006) por Michael Frayn, con Samantha Bond, David Haig, Mark Addy and James Dreyfus
- The Rocky Horror Show (4–29 de enero de 2007) por Richard O'Brien, con David Bedella and Suzanne Shaw
- Boeing-Boeing (15 de febrero de 2007 – 5 de enero de 2008) por Marc Camoletti, con Roger Allam, Frances de la Tour, Elena Roger, Mark Rylance, Daisy Beaumont, Tamzin Outhwaite, Amy Nuttall, Rhea Perlman, Jean Marsh, Jennifer Ellison, Tracey-Ann Oberman and Kevin McNally[25]
- The Lover/The Collection (29 de enero – 3 de mayo de 2008) por Harold Pinter, con Timothy West, Gina McKee, Charlie Cox y Richard Coyle[26]
- Dickens Unplugged (9 de junio–29 de junio de 2008) por Adam Long[27]
- Sunset Boulevard (15 de diciembre de 2008 – 30 de mayo de 2009) por Andrew Lloyd Webber, directed por Craig Revel Horwood[28]
- Too Close to the Sun (24 de julio – 8 de agosto de 2009), world premiere of a new musical about Ernest Hemingway[29]
- Prick Up Your Ears (30 de septiembre – 6 de diciembre de 2009) por Simon Bent, con Matt Lucas and Chris New[30]
- The Misanthrope (17 de diciembre de 2009 – 13 de marzo de 2010) por Molière, con Keira Knightley, Damian Lewis, Tara Fitzgerald y Dominic Rowan[31]
- Mrs. Warren's Profession (25 de marzo– 19 de junio de 2010) por George Bernard Shaw, con Felicity Kendal[32]
- La Bête (7 de julio – 4 de septiembre de 2010) por David Hirson, con Mark Rylance, David Hyde Pierce y Joanna Lumley[33]
- Birdsong (28 de septiembre de 2010 – 15 de enero de 2011) based on the book por Sebastian Faulks, con Ben Barnes[34]
- The Children's Hour (9 de febrero – 7 de mayo de 2011) por Lillian Hellman, con Keira Knightley[35]
- Betrayal (16 de junio– 20 de agosto de 2011) por Harold Pinter, con Kristin Scott Thomas, Douglas Henshall y Ben Miles[36]
- Death and the Maiden (24 de octubre de 2011 – 21 de enero de 2012) por Ariel Dorfman con Thandie Newton, Tom Goodman-Hill y Anthony Calf
- Absent Friends (9 de febrero – 14 de abril de 2012) por Alan Ayckbourn, con Reece Shearsmith, Kara Tointon and Elizabeth Berrington[37]
- South Downs and The Browning Version (24 de abril – 21 de julio de 2012) por Terence Rattigan, con Nicholas Farrell, Anna Chancellor y Alex Lawther[cita requerida]
- A Chorus of Disapproval (27 de septiembre de 2012 – 5 de enero de 2013) por Alan Ayckbourn, con Rob Brydon, Nigel Harman y Ashley Jensen[38]
- Old Times (31 de enero – 6 de abril de 2013) por Harold Pinter, con Rufus Sewell, Kristin Scott Thomas y Lia Williams[39]
- Merrily We Roll Along (23 de abril– 27 de julio de 2013) por Stephen Sondheim y George Furth transferred from Menier Chocolate Factory.
- Chimerica (7 de agosto– 19 de octubre de 2013) por Lucy Kirkwood, con Claudie Blakley y Stephen Campbell Moore[40]
- Mojo (13 de noviembre de 2013 – 8 de febrero de 2014) por Jez Butterworth, con Brendan Coyle, Rupert Grint y Ben Whishaw[41]
- Relative Values (14 de abril– 21 de junio de 2014) por Noël Coward, con Patricia Hodge, Caroline Quentin y Rory Bremner[42]
- The Importance of Being Earnest (17 de julio – 20 de septiembre de 2014) por Oscar Wilde, con Siân Phillips, Nigel Havers y Martin Jarvis[43]
- Sunny Afternoon (28 de octubre de 2014 – 29 de octubre de 2016)[44]
- Nice Fish (25 de noviembre de 2016 – 11 de febrero de 2017) por Mark Rylance y Louis Jenkins, con Mark Rylance[45]
- Who's Afraid of Virginia Woolf? (9 de marzo – 27 de mayo de 2017) por Edward Albee, con Imelda Staunton y Conleth Hill[46]
- Hamlet (15 de junio– 2 de septiembre de 2017) por William Shakespeare, con Andrew Scott[47]
- Oslo (11 de octubre – 30 de diciembre de 2017) por J. T. Rogers, con Toby Stephens y Lydia Leonard[48]
- The Birthday Party (18 de enero – 14 de abril de 2018) por Harold Pinter, con Toby Jones, Stephen Mangan y Zoë Wanamaker[49]
- Consent (29 de mayo – 11 de agosto de 2018) por Nina Raine, con Adam James, Stephen Campbell Moore y Claudie Blakley[50]
- The Lover and The Collection (27 de septiembre - 20 de octubre de 2018)[51]
- One for the Road, The New World Order, Mountain Language y Ashes to Ashes (28 de septiembre - 20 de octubre de 2018)[51]
- Landscape y A Kind of Alaska (15 de noviembre - 8 de diciembre de 2018)[52]
- Moonlight and Night School (16 de noviembre - 8 de diciembre de 2018)[52]
- The Room, Family Voices y Victoria Station (3 a 26 de enero de 2019)[52]
- Tiempo de fiesta y celebración (4 a 26 de enero de 2019)[52]
- A Slight Ache and The Dumb Waiter (7 a 23 de febrero de 2019)[52]
- Betrayal (13 de marzo - 8 de junio de 2019) protagonizada por Tom Hiddleston, Zawe Ashton y Charlie Cox[53]
- Ian McKellen On Stage: Shakespeare, Tolkien, Others and You (20 de septiembre de 2019 – 5 de enero de 2020) con Ian McKellen
- Uncle Vanya (23 de enero– 2 de mayo de 2020) de Anton Chekhov, adapted por Conor McPherson, con Toby Jones y Richard Armitage (cancelado por la Pandemia de COVID-19)
- The Watsons (19 de mayo – 26 de septiembre de 2020) (cancelado por la Pandemia de COVID-19)
- Blithe Spirit (16 de septiembre – 6 de noviembre de 2021) por Noël Coward, con Jennifer Saunders (previamente esta producción se representó en el Duke of York's Theatre, cuando el teatro cerró debido a la pandemia por Coronavirus)
- Four Quartets (18 de noviembre – 18 de diciembre de 2021) por T. S. Eliot, con Ralph Fiennes
- David Suchet - Poirot and More, A Retrospective (4–22 de enero de 2022) con David Suchet
- The Human Voice (17 de marzo– 9 de abril de 2022), por Jean Cocteau, con Ruth Wilson
- Prima Facie (15 de abril– 18 de junio de 2022) por Suzie Miller, con Jodie Comer
- Good (5 de octubre de 2022 – 7 de enero de 2023) por C.P. Taylor, con David Tennant
- The Hills of California (27 de enero – 15 de junio de 2024) de Jez Butterworth, protagonizada por Laura Donnelly Your Lie In April (5 de julio – 11 de agosto de 2024), de Frank Wildhorn, Tracy Miller, Carly Robyn Green y Rinne B. Groff
- Macbeth (1 de octubre – 14 de diciembre de 2024), de William Shakespeare, protagonizada por David Tennant y Cush Jumbo
- The years (24 de enero – 19 de abril de 2025), de Annie Ernaux, adaptada por Eline Arbo
- Giant (26 de abril – 2 de agosto de 2025) de Mark Rosenblatt, protagonizada por John Lithgow

### La compañía de Jamie Lloyd
- Cyrano de Bergerac (3 de febrero - 12 de marzo de 2022), adaptada por Martin Crimp, protagonizada por James McAvoy
- La gaviota (29 de junio - 10 de septiembre de 2022) de Antón Chéjov, protagonizada por Emilia Clarke